# 川崎豊
川崎 豊（かわさき ゆたか、1894年（明治27年）10月21日 - 1990年（平成2年）10月8日）は、昭和初期の声楽家、歌手。

## 経歴
広島県出身。叔父は作曲家・永井建子。陸軍戸山学校軍楽隊出身。除隊後は映画主題歌、流行小唄、新民謡などを唄って人気を博す。1929年（昭和4年）ニッポノホンとコロムビアからデビュー。「沓掛小唄」などがヒット。曽我直子とデュエットした代表曲の「蒲田行進曲」は、映画『放浪の王者』（King of the Vagabonds）の劇中歌「ソング・オブ・ザ・ヴァガボンド」（Song of the Vagabonds）を音楽評論家堀内敬三が松竹蒲田撮影所のために自由に作詞したものである。
1930年（昭和5年）、イタリアへ留学、ヴェルディとプッチーニの影響を受けて1933年（昭和8年）に帰国した。
1939年（昭和14年）、新天地を求めて満洲にわたり、満鉄に就職、戦後内地へ引き揚げて東京の藤原歌劇団へ入団を申し込んだが拒否され、1949年（昭和24年）に故郷の広島に戻った。
1952年（昭和27年）頃、地区に子どもオペレッタを結成し、猿蟹合戦、桃太郎、白雪姫、舌切り雀などを指揮、演出した。1955年（昭和30年）頃には大人オペレッタを結成、桜姫と花嫁キツネ（二幕もの）を作詞・作曲した。
1990年（平成2年）死去。享年95。